# Come Back to Me (Janet Jackson)
Come Back to Me è un brano della cantante statunitense Janet Jackson. È il quinto singolo, estratto nel 1990, dall'album Rhythm Nation 1814.

## Descrizione
Il singolo è una nostalgica e leggera ballata, la terza pubblicata da Janet come singolo, in cui la cantante parla del suo desiderio di che la persona amata, che l'ha lasciata, faccia ritorno da lei.
Come Back to Me raggiunse la posizione numero 2 negli Stati Uniti e in Giappone. Divenne estremamente popolare in Brasile in quanto costituiva la colonna sonora di una nota telenovela, tanto che è spesso trasmessa dalle radio specializzate in musica contemporanea adulta.

## Il video
Il videoclip musicale di Come Back to Me venne girato a Parigi con la regia di Dominic Sena. Le immagini mostrano il personaggio della Jackson che viene lasciato dal fidanzato, interpretato da René Elizondo Jr, che sposerà la cantante un anno dopo. La ragazza comincia a cantare ricordandosi dei bei momenti passati insieme a lui e si augura che lui ritorni. Si inframmezzano malinconiche immagini di Parigi, la città dell'amore, con la Torre Eiffel, il Grand Palais, la Gare d'Austerlitz, lo Champ de Mars e il quartiere di Montmartre, luoghi dei passati incontri tra i due innamorati. Poi si vede la ragazza, da sola nel suo appartamento vuoto, presso la finestra, scrutate dall'alto la capitale francese.

## Classifiche
| Posizione | 93 | 44 | 30 | 23 | 18 | 11 | 6 | 2 | 2 | 6 | 10 | 14 | 30 | 43 | 58 | 76 | 90 |

### Classifiche settimanali
| Classifica (1990/1991)               | Posizione massima |
| ------------------------------------ | ----------------- |
| Australia                            | 79                |
| Brasile                              | 1                 |
| Canada                               | 3                 |
| Giappone                             | 2                 |
| Irlanda                              | 21                |
| Regno Unito                          | 20                |
| Stati Uniti                          | 2                 |
| Stati Uniti rhythm and blues/hip hop | 2                 |
| Stati Uniti contemporanea adulta     | 1                 |

### Classifiche di fine anno
| Classifica (1990) | Posizione |
| ----------------- | --------- |
| Canada            | 34        |
| Stati Uniti       | 49        |